# Beobank-Corendon/Saison 2017
Dieser Artikel listet Erfolge und Fahrer des Radsportteams Beobank-Corendon in der Saison 2017 auf.

## Erfolge in der UCI Europe Tour
In der Saison 2017 gelangen dem Team nachstehende Erfolge in der UCI Europe Tour.
| Datum      | Rennen                              | Kat. | Fahrer               |
| ---------- | ----------------------------------- | ---- | -------------------- |
| 25. Mai    | 2. Etappe Belgien-Rundfahrt         | 2.HC | Mathieu van der Poel |
| 3. Juni    | 2. Etappe Boucles de la Mayenne     | 2.1  | Mathieu van der Poel |
| 4. Juni    | 3. Etappe Boucles de la Mayenne     | 2.1  | Mathieu van der Poel |
| 1.–4. Juni | Gesamtwertung Boucles de la Mayenne | 2.1  | Mathieu van der Poel |
| 2. Juli    | Slag om Norg                        | 1.1  | Gianni Vermeersch    |
| 5. August  | Dwars door het Hageland             | 1.1  | Mathieu van der Poel |

## Mannschaft
| Teamkader 2017                        | Teamkader 2017     | Teamkader 2017 | Teamkader 2017             |
| Name                                  | Geburtsdatum       | Land           | Vorheriges Team            |
| ------------------------------------- | ------------------ | -------------- | -------------------------- |
| Wietse Bosmans (1. Jan.–11. Mai)      | 30. Dezember 1991  | Belgien        |                            |
| Stijn Caluwé                          | 29. Januar 1996    | Belgien        |                            |
| Kevin Cant                            | 11. März 1988      | Belgien        |                            |
| Jens Dekker                           | 13. Dezember 1998  | Niederlande    |                            |
| Daan Hoeyberghs                       | 18. September 1994 | Belgien        | IKO Enertherm-BKCP (2013)  |
| Tom Meeusen (25. Apr.–31. Dez.)       | 7. November 1988   | Belgien        | Telenet-Fidea Lions (2017) |
| Marcel Meisen (15. Mär.–31. Dez.)     | 8. Januar 1989     | Deutschland    | Steylaerts-Verona (2017)   |
| Adam Ťoupalík                         | 9. Mai 1996        | Tschechien     |                            |
| David van der Poel                    | 15. Juni 1992      | Niederlande    |                            |
| Mathieu van der Poel                  | 19. Januar 1995    | Niederlande    | IKO Enertherm-BKCP (2013)  |
| Gianni Vermeersch (15. Mär.–31. Dez.) | 19. November 1992  | Belgien        | Verandas Willems (2016)    |
| Philipp Walsleben                     | 19. November 1987  | Deutschland    | Palmans Cras (2008)        |
|                                       |                    |                |                            |
| Quelle: UCI                           |                    |                |                            |